# Albert Young
Pour les articles homonymes, voir Young.
Albert Young est un boxeur américain né le 28 septembre 1877 en Lauterecken, Royaume de Bavière, et mort le 22 juillet 1940 à San Francisco, Californie.

## Carrière
Après avoir dominé aux points Jack Egan en demi-finale, il remporte la médaille d'or aux Jeux olympiques d'été de 1904 à Saint-Louis dans la catégorie poids welters aux dépens de Harry Spanjer.

## Palmarès

### Jeux olympiques
- Jeux olympiques de 1904 à Saint-Louis (poids welters)

## Référence
1. ↑  (en) Résultats des Jeux olympiques 1904 (amateur-boxing.strefa.pl)